# Banu Harun
Banu Harun (Arabisch: ﺑﻨﻮ هارون), was een belangrijke muladi-dynastie uit de stad Faro. Zij regeerden sinds 1018 over de oostelijke Algarve todat de Abbadiden van de naburige Taifa Sevilla in 1051 hun grondgebied annexeerde. Ze stammen af van Harun.
Nadat zij zich vreedzaam had overgegeven aan de Abbadiden, werden hun posities en eigendommen gerespecteerd. Hun nakomelingen zouden als een familie van de regionale elite blijven tot de verovering van het Koninkrijk Algarve door het Koninkrijk Portugal in 1249. De Banu Harun dynastie bleef in in de Algarve tot het Edict van Verdrijving op 6 december 1496. Het is onbekend of zij zich tot het christendom bekeerde of naar Noord-Afrika emigreerde.
Een lid van deze dynastie, Madragana Ben Aloandro, was een metgezel van koning Alfonso III van Portugal, met wie ze een zoon en een dochter had.